# Stanley Clarke
Pour les articles homonymes, voir Clarke.
Stanley Clarke, né le 30 juin 1951 à Philadelphie, est un bassiste et contrebassiste américain. Il joue essentiellement de la basse et de la contrebasse, mais aussi de la guitare, de l'orgue et du piano parfois sur ses albums solo, il a d'ailleurs publié une vingtaine de disques sous son nom. Il fut aussi membre du groupe de jazz fusion Return to Forever avec Chick Corea, Flora Purim, Al Di Meola et Lenny White entre autres, entre 1972 et 1977 et ont produit 7 albums studio et cinq live.

## Biographie

### Jeunesse
Après avoir étudié à la Philadelphia Musical Academy durant quatre ans, Stanley Clarke se produit avec des groupes jazz de la région de Philadelphie.

### Carrière de musicien

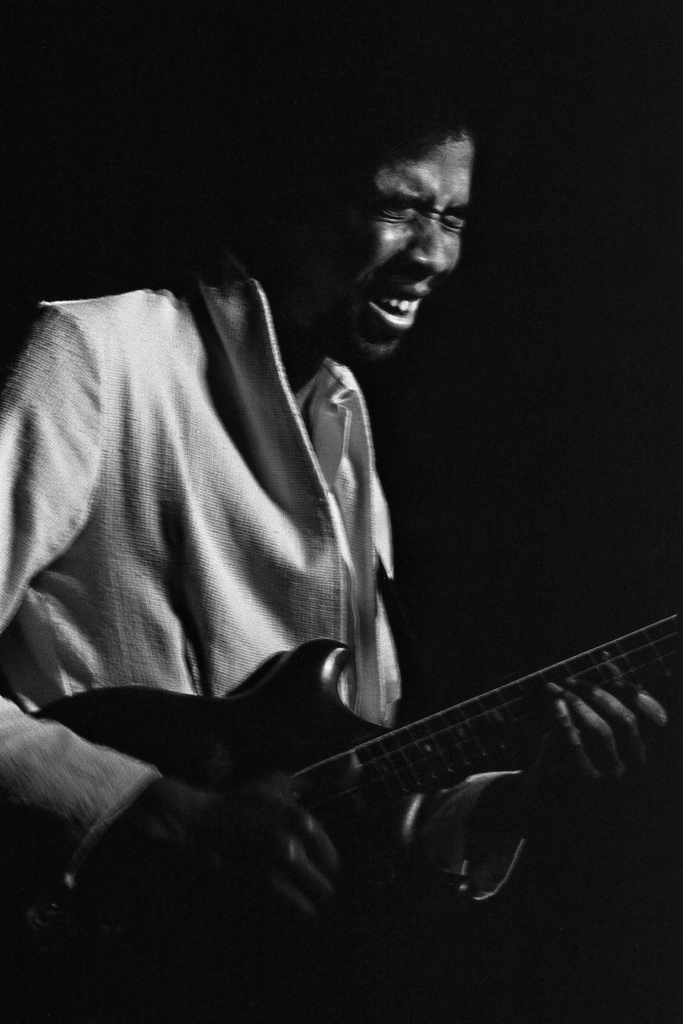
Stanley Clarke en 1979

À l'âge de 18 ans, il intègre en tant que contrebassiste la formation du pianiste Horace Silver et commence à se forger une réputation dans le milieu jazz. Au début des années 1970, il accompagne le saxophoniste Joe Henderson durant un an. Clarke joue également pour Pharoah Sanders et Stan Getz. Grâce à ce dernier, le contrebassiste fait la connaissance du claviériste Chick Corea, il joue d'abord sur l'album de ce dernier intitulé Return to Forever qui sort en 1972, puis avec la même équipe de musiciens, il forme le groupe de jazz fusion inspiré du titre de l'album solo de Corea, Return to Forever en 1973. Clarke participe à l'enregistrement de tous les albums du groupe et entame également une carrière solo en tant que bassiste de jazz-rock. Il tourne avec sa propre formation dès 1976,.
Clarke se produit avec des musiciens rock comme Jeff Beck, ou encore les guitaristes Ron Wood et Keith Richards des Rolling Stones, qu'il côtoie au sein du groupe The New Barbarians. Durant les années 1980, il enregistre avec le claviériste George Duke et avec le groupe Animal Logic (en), également composé du batteur Stewart Copeland et de la chanteuse Deborah Holland. En 1980 et 1981, il enregistre deux albums avec le supergroupe Fuse One (en), formé de John McLaughlin, Eric Gale, Lenny White, Tom Browne, Stanley Turrentine, Wynton Marsalis et George Benson. Paul McCartney l'invite pour jouer sur deux de ses albuims solo, soit Tug of War en 1982 et Pipes of Peace l'année suivante. En 1995, il joue sur l'album The Rite of Strings avec le guitariste Al Di Meola et le violoniste Jean-Luc Ponty.
Clarke compose également pour le cinéma et la télévision. Durant les années 1990 il signe la musique de plusieurs films, dont Boyz N the Hood et Poetic Justice de John Singleton, Passager 57 de Kevin Hooks, ou encore Little Big League d'Andrew Scheinman.
Depuis 2008, il fait partie du groupe de bassistes SMV avec Marcus Miller et Victor Wooten.

### Labels discographiques
En 1992, Stanley Clarke lance l'éphémère label discographique Slamm Dunk, une filiale d'Epic Records. Durant les années 2000, il fonde le label indépendant Roxboro Entertainment Group.

### Vie privée
En 2018, il révèle au magazine Celebrity être membre de l'église de scientologie.

## Style musical et influences
Stanley Clarke commence à s'intéresser à la musique par l'intermédiaire d'œuvres classiques, et de compositeurs tels que Bach et Richard Wagner. Il apprend plusieurs instruments durant son enfance, notamment l'accordéon et le violon, puis se consacre à la contrebasse. Il découvre le rock et le jazz et adopte la basse électrique sous l'influence de musiciens comme Billy Cox,.
Il est considéré comme une figure importante du courant jazz-rock.

## Équipement
Stanley Clarke joue essentiellement sur des basses de marque Alembic, avec des amplificateurs Ampeg et des effets EBS.

## Récompenses
En 1991, Stanley Clarke reçoit un BMI Film and TV Award pour le morceau Black on Black crime dans le film Boyz N the Hood.
À ce jour, nommé douze fois aux Grammy Awards, il en a obtenu trois  :
- 2011 : Meilleur album de jazz instrumental, pour Forever
- 2010 : Meilleur album de jazz contemporain, pour The Stanley Clarke Band
- 1975 : Meilleure performance jazz (groupe), pour le morceau No Mystery (Chick Corea & Return To Forever)

Stanley a été nommé 3 fois aux Emmy Awards sans gagner,:
- 1991 : Thème musical principal de la série TV "Hull High"

- 1989 : Thème musical principal de la série TV "Les Chevaliers de la nuit"
- 1988 : Direction musicale et composition pour la série TV "Pee-Wee's Playhouse"

## Discographie
"Solo" :
- 1973 : Children of Forever (One Way)
- 1974 : Stanley Clarke (Nemperor)
- 1975 : Journey to Love (Nemperor)
- 1976 : School Days (Nemperor)
- 1977 : Live (1976-1977)
- 1978 : Modern Man (Nemperor)
- 1979 : I Wanna Play for You (Epic)
- 1979 : Lips (Epic)
- 1980 : Rocks, Pebbles and Sand (Epic)
- 1981 : The Clarke/Duke Project, Vol. 1 (Epic)
- 1982 : Let Me Know You (Columbia)
- 1983 : The Clarke/Duke Project, Vol. 2 (Columbia)
- 1984 : Time Exposure (Epic)
- 1985 : Find Out! (Epic)
- 1986 : Hideaway (Epic)
- 1988 : If This Bass Could Only Talk (Portrait)
- 1989 : 3 (Epic)
- 1992 : Passenger 57 (Epic)
- 1993 : East River Drive (Epic)
- 1993 : Live at the Greek (Epic)
- 1995 : Rite of Strings (Gai Saber)
- 1995 : At the Movies (Epic Soundtrax)
- 2003 : 1, 2, to the Bass
- 2007 : The Toys of Men
- 2008 : Thunder (groupe SMV)
- 2009 : Jazz In The Garden
- 2010 : The Stanley Clarke Band
- 2014 : Up
- 2015 : D-Stringz avec Biréli Lagrène et Jean-Luc Ponty (Impulse!)
- 2018 : The Message

Avec Chick Corea
- 1972 : Return to Forever - Avec Flora Purim, Airto Moreira, Chick Corea, Joe Farrell

Avec   Return to Forever
- 1972 : Light As A Feather - Avec les mêmes musiciens que sur l'album de Chick Corea.
- 1973 : Hymn of the Seventh Galaxy - Avec Bill Connors, Lenny White et Chick Corea
- 1974 : Where Have I Known You Before - Avec Al Di Meola en remplacement de Bill Connors
- 1975 : No Mystery
- 1976 : Romantic Warrior - Dernier album de la formation dite classique du groupe
- 1977 : Musicmagic - Avec une toute nouvelle formation du groupe

Avec Joni Mitchell
- 1979 : Mingus - Avec Jan Hammer, John McLaughlin, Tony Williams, Jaco Pastorius, Wayne Shorter Herbie Hancock, etc

Avec Paul McCartney
- 1982 : Tug of War - Avec Michael Jackson, Eric Stewart, Ringo Starr, Steve Gadd, Denny Laine, etc
- 1983 : Pipes of Peace - Avec Eric Stewart, Andy Mackay, Ricky Lawson, Dave Mattacks, etc

Avec The New Barbarians
- 1985 : Buried Alive

- Avec Keith Richards, Ron Wood, Ian McLagan et Bobby Keys, entre autres
- 2016 : Wanted Dead Or Alive

- Avec les mêmes musiciens précédemment cités. 
Avec Animal Logic
- 1989 : Animal Logic i - Avec Steve Howe, Stewart Copeland, Todd Cochran, entre autres.
- 1091 : Animal Logic II - Avec George Duke, Mike Garson, Michael Thompson, Rusty Anderson, etc

Avec Herbie Hancock's Super Quartet
- 1991 : Live At Montreux 1991 - Avec Herbie Hancock, Wayne Shorter et Omar Hakim